# Un amour en Allemagne
Pour les articles homonymes, voir Liebe.
Pour plus de détails, voir Fiche technique et Distribution.
Un amour en Allemagne (Eine Liebe in Deutschland) est un film franco-allemand du réalisateur polonais Andrzej Wajda, sorti en 1983 d'après le roman éponyme de Rolf Hochhuth.

## Synopsis
Brombach est un village allemand proche des frontières avec la Suisse et la France. Un père s'y rend avec son fils Klaus. Ils voudraient en savoir plus sur un évènement qui s'est produit en 1941. C'est l'histoire de Pauline Kropp, la mère de cet homme, la grand-mère de Klaus. Mais les habitants se montrent hostiles à parler du passé et les rejettent.
Pauline Kropp tient une épicerie. C'est son mari qui la tenait avant. La vie de Pauline est extrêmement difficile. Elle reçoit de l'aide de la part de Stanislas, un prisonnier polonais. Stanislas se montre sympathique envers elle. Elle reste courtoise. Peu à peu une histoire d'amour naît entre eux. Pauline est consciente des risques qu'elle prend. Néanmoins, elle cède à la passion.
Bientôt une lettre anonyme dénonce Stanislas et Pauline. L'Untersturmführer Mayer est chargé de l'enquête. Pauline ressent un faible pour lui. Plusieurs fois, il lui propose les moyens de se soustraire. Mais la contestation des villageois est forte. Pauline est envoyée en camp de concentration, Stanislas est exécuté.

## Fiche technique
- Titre allemand : Eine Liebe in Deutschland,
- Titre français :Un Amour en Allemagne.
- Réalisation : Andrzej Wajda assisté de Gunter Krää
- Scénario : Agnieszka Holland, Bolesław Michałek, Andrzej Wajda, d'après le roman de Rolf Hochhuth
- Musique : Michel Legrand
- Direction artistique : Allan Starski
- Costumes : Krystyna Zachwatowicz, Ingrid Zoré
- Photographie : Igor Luther
- Son : Gunther Kortwich
- Montage : Halina Prugar
- Production : Artur Brauner
- Sociétés de production : Gaumont, Stand'art, TF1 Films Production, CCC-Film
- Société de distribution : Gaumont
- Pays de production :  Allemagne de l'Ouest et  France
- Langue : allemand, polonais
- Genre : Drame
- Durée : 132 minutes.
- Date de sortie : 
  - Allemagne de l'Ouest : 27 octobre 1983
  - France : 2 novembre 1983

## Distribution
- Hanna Schygulla : Pauline Kropp
- Piotr Lysak : Stanislas
- Armin Mueller-Stahl : Mayer
- Marie-Christine Barrault : Maria Wyler
- Ralf Wolter : Schulze
- Daniel Olbrychski : Wiktorczyk
- Bernhard Wicki : Dr. Borg
- Gérard Desarthe : Karl Wyler
- Elisabeth Trissenaar : Elsbeth Schnittgens
- Sigfrit Steiner : Melchior
- Erika Wackernagel : Madame Melchior
- Otto Sander : narrateur et père de Klaus
- Ben Becker : Klaus

## Source de traduction
- (de) Cet article est partiellement ou en totalité issu de l’article de Wikipédia en allemand intitulé « Eine Liebe in Deutschland » (voir la liste des auteurs).